# Миколай Скшетуський
Миколай Скшетуський (пол. Mikołaj Skrzetuski, бл. 1610— † 1673) гербу Яструбець — великопольський шляхтич гербу Яструбець, військовий командувач та полковник, прототип головного персонажа роману Вогнем і мечем Генрика Сенкевича. 
Походив з досить бідної шляхетської родини з Рожново коло Познані. Після смерті батька разом з родичами вступив до війська, що знаходилося на території сучасної України. Під час Хмельниччини боровся в гусарах під командуванням ротмістра Марка Ґдешинського. У 1649 році пробився переодягненим у селянина з осадженого Збаража до Яна Казимира. У 1651 боровся під Берестечком, а в 1658 залишився підпоручиком татарської корогви старости осекського Адама Чарнковського. Командував цією частиною під час воєн з Царством Московським і кримськими татарами під командуванням Стефана Чарнецького, а згодом Яна III Собеського. Від 1663 року його підлеглі чинили багато грабежів, а самий Миколай Скшетуський, який у 1664 став полковником, в 1667 старався силою змусити до шлюбу доньку підкоморія Белза Софію Завадську. Ці дії спричинило те, що під кінець життя на ньому висіло декілька судових вироків.
Був похований у костелі кармеліток босих у Познані. Його збаразький подвиг увійшов до історії, однак у документах, які були у віданні Генрика Сенкевича, містилася помилка. Було змінене в них ім'я Скшетуського з Миколая на Яна. У такий спосіб з'явився літературний персонаж роману Вогнем і мечем — Ян Скшетуський.